# Tukituki (fleuve)
Le fleuve Tukituki  (en anglais : Tukituki River) est un cours d’eau qui traverse les plaines d'Heretaunga situées dans l’Est de l’Île du Nord de la Nouvelle-Zélande.

## Géographie
Il s’écoule à partir de la chaîne des Ruahine jusqu’à l’océan Pacifique à l’extrémité sud de la baie de Hawke's Bay.
Le fleuve se déroule sur 117 km vers l’est et ensuite vers le nord-est, passant à travers la ville de Waipukurau avant de se déverser dans  Hawke's Bay,  près de la ville de Hastings. Là, la vallée de la rivière Tukituki est séparée de Havelock North et de Hastings par la chaîne de collines des "Craggy range" dont le point culminant est le pic Te Mata.

## Étymologie
Le nom Maori Tukituki grossièrement traduit par "démolir", fait probablement référence à la puissance de la rivière lors des inondations. La  légende Maori était qu’il y avait deux monstres taniwha (en) vivants dans un lac à l’extrémité sud de la rivière, qui se battirent avec un jeune garçon, qui était tombé dans le lac. La lutte de deux taniwhas est considérée avoir divisé la rivière en deux : la rivière Waipawa et le fleuve Tukituki, qui de là drainèrent le lac .

### Affluents
- Mangaonuku Stream (rivière)